# Pterolophia ochreoscutellaris
Pterolophia ochreoscutellaris là một loài bọ cánh cứng trong họ Cerambycidae.